# Aristida mexicana
Aristida mexicana är en gräsart som beskrevs av Frank Lamson Scribner och Johannes Jan Theodoor Henrard. Aristida mexicana ingår i släktet Aristida och familjen gräs. Inga underarter finns listade i Catalogue of Life.